# Telfairia
Telfairia — рід квіткових рослин родини гарбузових, які походять з Африки. Серед них Telfairia occidentalis, рифлений гарбуз, який є важливим овочем у Нігерії та інших африканських країнах. Він також відомий як устричний горіх, загальна назва, яку він поділяє зі своїм родичем Telfairia pedata. Це дерев'янисті та трав'янисті дводомні ліани, які дають плоди, схожі на кабачки, які містять великі поживні олійні насіння. Третій вид – Telfairia batesii, який дуже рідкісний і не культивується. Ці ліани швидко виростають до 30 метрів і більше, використовуючи вусики. T. pedata вирощується як декоративна рослина через її привабливе листя. Насіння T. occidentalis і T. pedata містить понад 25% білка і 55% олії, що робить їх хорошим джерелом живлення. Вони використовуються як традиційне джерело їжі для годуючих матерів; борошно з насіння ферментують для виготовлення дитячого харчування; а листя та пагони, особливо T. occidentalis, їдять як овочі.
Види:
- Telfairia batesii
- Telfairia occidentalis
- Telfairia pedata (syn. T. africana, Fevillea pedata, Joliffia africana)

Рід був названий на честь ірландського натураліста Чарльза Телфера (1778–1833).